# Fort Boise

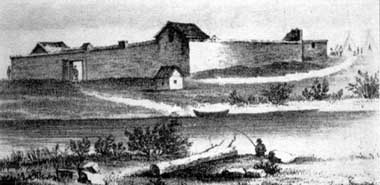
Dessin de Fort Boise en 1849.

Fort Boisé fait référence à deux forts situés dans l'ouest de l'État américain de l'Idaho. Le premier fut un poste de traite construit en 1834, par les Canadiens de la Compagnie de la baie d'Hudson sous le commandement de François Payette, près de la Snake River à la frontière de l'Oregon à l'époque où cette zone de l'Idaho faisait partie du district contrôlé par cette compagnie canadienne de négoce de fourrures. Après plusieurs reconstructions et le passage de la région sous contrôle américain, la frontière ayant été définitivement établie, le fort devint une étape sur la piste de l'Oregon. La piste était alors utilisée par les pionniers se rendant dans ce qui était alors le pays de l'Oregon. Ce fort fut définitivement abandonné en 1854.
Le second fort fut établi le 4 juillet 1863 comme poste militaire sur la Boisé River, 80 km plus à l'est, à l'endroit qui allait devenir la ville de Boisé, capitale de l'Idaho. Son but était de contrôler les Shoshones de la région et protéger les émigrants empruntant le piste de l'Oregon.